# Хришћанске деноминације према броју верника
Проценат хришћана:
Ово је списак хришћанских деноминација према броју верника. Неизбежно је делимичан и уопштено се заснива на захтевима самих деноминација. Бројеве стога треба сматрати приближним, а чланак подложан повременим променама. Списак укључује следеће хришћанске деноминације: Католичку цркву, укључујући источне католичке цркве, све православне и оријенталне цркве са одређеним признањем и њиховим огранцима; протестантске деноминације са најмање 200.000 чланова; све остале хришћанске гране са различитим теологијама, као што су рестаурационистичка и нетринитаријанска; независне католичке деноминације и Цркву Истока. Са процењених 2,42 или 2,3 милијарде присталица у 2015. години, хришћанство је највећа верска група на свету, а 2020. године глобално је било око 2,6 милијарди следбеника.

## Хришћанство – 2.520.000.000

### Католицизам – 1.329.000.000
Католицизам је највећа грана хришћанства са 1.329.000.000 верника, а Римокатоличка црква је највећа међу црквама. Доње цифре су у складу са издањем Annuario Pontificio из 2018. године. Укупна цифра не укључује независне католичке деноминације (18 милиона).
Латинска црква – 1.311.000.000
Источне католичке цркве – 18.000.000
- Византијски обред – 8.200.000
  - Украјинска гркокатоличка црква – 5.500.000[7]
  - Мелкитска гркокатоличка црква – 1.600.000[8]
  - Румунска гркокатоличка црква – 500.000[8]
  - Русинска гркокатоличка црква – 400.000[8]
  - Мађарска гркокатоличка црква – 300.000[8]
  - Словачка гркокатоличка црква – 300.000[8]
  - Белоруска гркокатоличка црква – 100.000[9]
  - Италоалбанска католичка црква – 10.000[8]
  - Гркокатоличка црква у Хрватској и Србији – 10.000[8]
  - Грузијска византијска католичка црква (није црква sui iuris) – 10.000[10]
  - Албанска гркокатоличка црква – 10.000[11]
  - Руска гркокатоличка црква – 10.000[9]
  - Грчка византокатоличка црква – 6.000[12]
  - Македонска гркокатоличка црква – 1.000[13]
  - Бугарска гркокатоличка црква – 1.000[8]
- Источносиријски обред – 4.900.000
  - Сиромалабарска католичка црква – 4.300.000[8]
  - Халдејска католичка црква – 600.000[8]
- Западносиријски обред – 4.200.000
  - Маронитска црква – 3.500.000[8]
  - Сиромаланкарска католичка црква – 500.000[8]
  - Сиријска католичка црква  – 200.000[8]
- Јерменски обред – 800.000
  - Јерменска католичка црква – 800.000[8]
- Александријски обред – 500.000
  - Коптска католичка црква – 200.000[8]
  - Еритрејска католичка црква – 200.000[8]
  - Етиопска католичка црква – 100.000[8]

Канонски нерегуларне групе
- Братство светог Пија X – 1.000.000 (тврдња саме групе, није поуздано)[14]

#### Независни католицизам – 18.000.000
Разне деноминације које се самоодређују као католици, упркос томе што нису повезане са Католичком црквом.
- Филипинска независна црква – 6.000.000[16] (део Англиканске заједнице)[17]
- Кинеско патриотско католичко удружење – 5.000.000[18]
- Бразилска католичка апостолска црква – 5.000.000[19]
- Традиционалистичка мексичко-америчка католичка црква – 2.000.000
- Старокатоличка црква – 100.000 (део Англиканске заједнице)[20]
- Пољска национална католичка црква – 30.000
- Апостолска католичка црква – 5.000
- Палмаријанска католичка црква – 2.000[21]

### Протестантизам – 900.000.000
Протестантизам је друга највећа група хришћана по броју следбеника. Процене броја следбеника се крећу од 800.000.000 до 1.000.000.000, или скоро 40% свих хришћана. Главни разлог овог широког спектра је недостатак заједничког договора међу научницима о томе које деноминације чине протестантизам. На пример, већина извора, али не сви, укључују анабаптизам, англиканизам, баптисте и независно неденоминацијско хришћанство као део протестантизма. Штавише, протестантске конфесије уопште не чине једну структуру упоредиву са Католичком црквом, или у мањој мери са источном православном заједницом. Међутим, унутар протестантизма постоји неколико различитих упоредивих заједништава, попут Англиканске заједнице, Светске заједнице реформисаних цркава, Светске баптистичке алијансе, Светског методистичког савета и Светске лутеранске федерације. Без обзира на то, 900.000.000 је најприхваћенија цифра међу разним ауторима и научницима и стога се користи у овом чланку. Треба имати на уму да ова цифра од 900.000.000 такође укључује англиканизам, као и анабаптисте, баптисте и више других група које би се понекад могле одрећи уобичајене „протестантске“ ознаке, и радије би да их се назива једноставно „хришћанима“.

#### Историјски протестантизам – 300–400.000.000
Број појединаца који су чланови историјских протестантских цркава износи 300-400 милиона.

##### Англиканизам– 110.000.000
У англиканској традицији има око 110 милиона хришћана, који су углавном део Англиканске заједнице, треће највеће хришћанске вероисповести на свету.
- Англиканска заједница – 85.000.000[32][33][34][35][36]
  - Црква Енглеске – 25.000.000[37]
  - Црква Нигерије – 20.100.000[38]
  - Црква Уганде – 8.100.000[39]
  - Англиканска црква Кеније – 5.000.000[40]
  - Епископална црква Јужног Судана и Судана – 4.500.000[41]
  - Црква јужне Индије – 3.800.000[42]
  - Англиканска црква Аустралије – 3.100.000[43]
  - Англиканска црква Јужне Африке – 2.300.000[44]
  - Англиканска црква Танзаније – 2.000.000[45]
  - Епископална црква у Сједињеним Државама – 1.800.000[46]
  - Црква северне Индије – 1.500.000[47]
  - Англиканска црква Руанде – 1.000.000[48]
  - Црква провинције централне Африке – 900.000[49]
  - Англиканска црква Бурундија – 800.000[50]
  - Црква у провинцији Западне Индије – 800.000[51]
  - Англиканска црква у Аотеарои, Новом Зеланду и Полинезији – 500.000[52]
  - Црква у провинцији Индијског океана – 500.000[53]
  - Црква Христа у Конгу - Англиканска заједница Конга – 500.000[54]
  - Црква Пакистана – 500.000[55]
  - Црква Ирске – 400.000[56]
  - Англиканска црква Канаде – 400.000[57]
  - Црква у провинцији Западне Африке – 300.000[58]
  - Англиканска црква Меланезије – 200.000[59]
  - Епископална црква на Филипинима – 100.000[60]
- Непрекинути англикански покрет и независне цркве – 400.000
  - Традиционална англиканска заједница – 400.000[61]
  - Англиканска црква у Северној Америци – 90.000[62]
  - Реформисана евангеличка англиканска црква Јужне Африке – 90.000[63]

##### Баптистичке цркве– 100.000.000
Светска баптистичка заједница броји око 100 милиона верника.
- Јужна баптистичка конвенција – 14.500.000[69]
- Национална баптистичка конвенција, САД, Inc. – 7.500.000[70]
- Нигеријска баптистичка конвенција – 6.500.000[71]
- Национална мисионарска баптистичка конвенција Америке – 3.100.000[72]
- Национална баптистичка конвенција Америке, Inc. – 3.100.000[72]
- Баптистичка унија Уганде – 2.500.000[72]
- Баптистичка заједница Конга – 2.100.000[72]
- Баптистичка конвенција Танзаније – 2.000.000[72]
- Баптистичка општа конвенција Тексаса – 1.700.000[73]
- Бразилска баптистичка конвенција – 1.600.000[72]
- Прогресивна национална баптистичка конвенција – 1.500.000[72]
- Савет баптистичких цркви у североистичној Индији – 1.300.000[72]
- Америчке баптистичке цркве САД – 1.200.000[72]
- Баптистичко библијско међународно удружење – 1.200.000[74]
- Конвенција иностране мисије Лот Кери – 1.100.000[72]
- Баптистичка заједница реке Конго – 1.100.000[72]
- Национална првобитна баптистичка конвенција САД. – 1.000.000[74]
- Баптистичка конвенција Мјанмара – 1.000.000[72]
- Задружно баптистичко удружење – 800.000[72]
- Баптистичко опште удружење Вирџиније – 600.000[72]
- Баптистичка конвенција Кеније – 600.000[72]
- Савет баптистичке цркве Нагаленда – 600.000[72]
- Корејска баптистичка конвенција – 500.000[72]
- Самавесам Телугу баптистичких цркава – 500.000[72]
- Ориса евангелички баптистички хришћански рат – 500.000[72]
- Национална баптистичка конвенција (Бразил) – 400.000[72]
- Баптистичка конвенција Малавија – 300.000[72]
- Гаро баптистичка конвенција – 300.000[72]
- Конвенција филипинских баптистичких цркава – 300.000[72]
- Баптситичка конвенција Гане – 300.000[72]
- Унија баптистичких цркава у Руанди – 300.000[72]
- Конзервативно баптистичко удружење Америке – 200.000[75]
- Национално удружење баптиста слободне воље – 200.000[76]
- Конвенција Јужних баптистичких цркава Висајаса и Минданаа – 200.000[72]
- Манипур баптистичка конвенција – 200.000[72]
- Евангеличка баптистичка црква Централноафричке републике – 200.000[72]
- Тежња (претходно Баптистичка општа конференција) – 200.000[77]
- Баптисти седмог дана – 50.000[78]

##### Лутеранизам– 70–90.000.000
Број припадника лутеранске деноминације износи 70-90.000.000 особа, а представљени су у следећим Црквама:
- Евангеличка црква у Немачкој - 20.700.000 (10.300.000 уједињених протестаната, то јест лутерана и реформиста; 10.100.000 лутарана; 300.000 реформиста)[80]
- Етиопска евангеличка црква Мекане Јесус – 8.300.000[81]
- Евангеличка лутеранска црква у Танзанији – 6.500.000[82]
- Црква Шведске – 5.800.000[83][84]
- Уједињене евангеличке лутеранске цркве у Индији – 4.500.000[85]
- Црква Данске – 4.300.000[86][87]
- Батак хришћанска протестантска црква – 4.000.000[88]
- Евангеличка лутеранска црква Финске – 3.700.000[89][90]
- Црква Норвешке – 3.700.000[91][92]
- Евангеличка лутеранска црква у Америци – 3.300.000[93][94]
- Малагашка лутеранска црква – 3.000.000[95]
- Лутеранска црква Христа у Нигерији – 2.200.000[96]
- Лутеранска црква - Мисури синод – 2.000.000[97]
- Евангеличка лутеранска црква Папуе Нове Гвинеје – 1.200.000[98]
- Евангеличка лутеранска црква у Намибији – 700.000[99]
- Евангеличка црква лутеранске вероисповести у Бразилу – 600.000[100]
- Евангеличка лутеранска црква у Јужној Африци – 600.000[101]
- Протестантска хришћанска црква – 500.000[88]
- Евангеличка лутеранска црква у Републици Намибији – 400.000[99]
- Евангеличка слободна црква Америке – 400.000[102]
- Индонежанска хришћанска црква – 300.000[88]
- Лутеранске конгрегације у мисији за Христа – 300.000[103]
- Евангеличка лутеранска црква Камеруна – 300.000[104]
- Евангеличка црква аугсбуршке вероисповести у Аустрији – 300.000[105]
- Евангеличка лутеранска црква у Зимбабвеу – 300.000[106]
- Евангеличка лутеранска црква Летоније – 300.000[107]
- Хришћанска протестантска црква у Индонезији – 300.000[88]
- Висконсински евангелички лутерански синод – 300.000[108]
- Црква Исланда – 200.000[109]
- Сималунгун протестантска хришћанска црква – 200.000[88]
- Евангеличка лутеранска црква Бразила – 200.000[110]
- Протестантска црква аугсбуршке вероисповести Алзаса и Лорене – 200.000[111]
- Евангеличка црква аугсбуршке вероисповести у Словачкој – 200.000[112]
- Евангеличко - лутеранска црква у Мађарској – 200.000[113]
- Естонска евангеличка лутеранска црква – 200.000[114]

##### Реформисане цркве(Калвинизам) – 60–80.000.000
Реформатску традицију представља 60-80 милиона људи који имају чланство у следећим Црквама:
- Презвитеријанство – 40.000.000
  - Презвитеријанска црква Источне Африке – 4.000.000[120]
  - Презвитеријанска црква Нигерије – 3.800.000[121]
  - Презвитеријанска црква Африке – 3.400.000[122]
  - Национална презвитеријанска црква у Мексику – 2.800.000[123]
  - Црква Христа у Конгу - презвитеријанска заједница Конга – 2.500.000[124]
  - Презвитеријанска црква у Кореји (Хап Донг) – 2.500.000[125]
  - Презвитеријанска црква Кореје (Тонг Хап) – 2.500.000[126]
  - Презвитеријанска црква у Камеруну – 2.000.000[127]
  - Презвитеријанска црква Камеруна – 1.800.000[128]
  - Презвитеријанска црква Средње Африке – 1.800.000[129]
  - Презвитеријанска црква у Кореји (Баек Сеок) – 1.500.000[130]
  - Презвитеријанска црква Индије – 1.300.000[131]
  - Презвитеријанска црква (САД) – 1.300.000[132]
  - Презвитеријанска црква у Судану – 1.000.000[133]
  - Презвитеријанска црква Бразила – 700.000[134]
  - Евангеличка презвитеријанска црква, Гана – 600.000[135]
  - Уједињена црква Христа на Филипинима – 500.000[136]
  - Обједињена презвитеријанска црква у Јужној Африци – 500.000[137]
  - Уједињена црква Канаде – 400.000[138]
  - Презвитеријанска црква у Америци – 400.000[139]
  - Презвитеријанска црква Пакистана – 400.000[140]
  - Презвитеријанска црква у Кореји (Кошин) – 400.000
  - Црква Шкотске – 300.000[141]
  - Корејска презвитеријанска црква – 300.000[142]
  - Презвитеријанска црква у Руанди – 300.000[143]
  - Обједињена црква у Аустралији – 200.000[144]
  - Презвитеријанска црква на Тајвану – 200.000[145]
  - Презвитеријанска црква у Ирској – 200.000[146]
- Континенталне реформисане цркве – 30.000.000
  - Црква Исуса Христа на Мадагаскару – 3.500.000[147]
  - Протестантска црква у Индонезији – 3.100.000[148]
  - Уједињена црква у Замбији – 3.000.000[149]
  - Евангеличка црква Камеруна – 2.500.000[150]
  - Швајцарска реформисана црква – 2.400.000[151]
  - Хришћанска евангеличка црква на Тимору – 2.000.000[152]
  - Протестантска црква у Холандији – 1.600.000[153]
  - Холандска реформисана црква Јужне Африке – 1.100.000
  - Хришћанска евангеличка црква у Минахаси – 700.000[154]
  - Уједињена црква у Папуи Новој Гвинеји и Соломоновим острвима – 600.000[155]
  - Протестантска црква у западној Индонезији – 600.000[156]
  - Евангеличка хришћанска црква у Танах Папуи – 600.000[157]
  - Протестантска црква Малукуа – 600.000[158]
  - Реформисана црква у Мађарској – 600.000[159]
  - Реформисана црква у Румунији – 600.000[160]
  - Обједињена реформисана црква у Јужној Африци – 500.000[161]
  - Тораџа црква – 400.000[162]
  - Реформисана црква Француске – 400.000[163]
  - Лесотска евангеличка црква – 300.000[164]
  - Евангеличка хришћанска црква у Халмахери – 300.000[165]
  - Хришћанска црква Сумбе – 300.000[166]
  - Каро Батак протестантска црква – 300.000[167]
  - Хришћанска реформисана црква Нигерије – 300.000[168]
  - Реформисана црква у Замбији – 300.000[169]
  - Евангеличка реформисана црква у Анголи – 200.000[170]
  - Реформисана црква у Америци – 200.000[171]
  - Хришћанска реформисана црква у Северној Америци – 200.000[172]
  - Калимантан евангеличка црква – 200.000[173]
  - Јаванска хришћанска црква – 200.000[174]
  - Индонежанска хришћанска црква – 200.000[175]
  - Црква Христа у Судану међу Тивима – 200.000[176]
  - Црква Липеа – 200.000[177]
  - Евангеличка црква Конга – 200.000[178]
  - Хришћанска евангеличка црква Сангихе Талауд – 200.000[179]
  - Хришћанска црква централног Сулавесија – 200.000[180]
  - Евангеличка реформисана црква у Баварској и северозападној Немачкој – 200.000[181]
- Конгрегационализам – 5.000.000
  - Евангеличка конгрегационална црква у Анголи – 900.000[182]
  - Уједињена црква Христа – 800.000[183]
  - Уједињена конгрегационална црква Јужне Африке – 500.000[184]

##### Методизам– 60–80.000.000
Број чланова у методистичкој деноминацији износи 60-80 милиона људи, који су заступљени у следећим Црквама:
- Уједињена методистичка црква – 12.000.000[187]
- Афричка методистичка епископална црква – 2.500.000[188]
- Црква Назарећанина – 2.000.000[189]
- Методистичка црква Нигерије – 2.000.000[190]
- Војска спаса – 1.800.000[191]
- Методистичка црква јужне Африке – 1.700.000[192]
- Афричка методистичка епископална сионска црква – 1.400.000[193]
- Корејска методистичка црква – 1.300.000[194]
- Уједињена методистичка црква Обале Слоноваче – 1.000.000[195]
- Слободна методистичка црква – 900.000[196]
- Хришћанска методистичка епископална црква – 900.000[197]
- Методистичка црква Гане – 800.000[198]
- Методистичка црква у Индији – 600.000[199]
- Методистичка црква у Кенији – 500.000[200]
- Веслијанска црква – 400.000[201]
- Методистичка црква Велике Британије – 200.000[202]
- Методистичка црква у Бразилу – 200.000[203]
- Методистичка црква Фиџија и Ротуме – 200.000[204]

##### Рестаурационистички покрет– 7.000.000
- Цркве Христа – 5.000.000
- Хришћанске цркве и цркве Христа – 1.100.000[74]
- Зајеница ученика Христових у Конгу – 700.000[207]
- Хришћанска црква (Ученици Христа) – 400.000[208]

##### Анабаптизам– 4.000.000
- Менонити – 2.100.000[209]
- Шварценау браћа (Немачки баптисти) – 1.500.000[210]
- Амиши – 300.000
- Хутерити – 50.000

##### Хусити– 1.000.000
- Моравска црква – 825.000
- Чехословачка хуситска црква – 140.000
- Унија браће – 35.000

#### Савремени протестантизам – 400–500.000.000
Деноминације наведене у наставку нису настале из протестантске реформације 16. века или њених општепознатих изданака. Уместо тога, оне су широко повезане са пентикостализмом или сличним другим независним евангеличким и ревивалистичким покретима који су настали почетком 20. века. Из тог разлога, неколико извора има тенденцију да их разликује од протестаната и класификује их заједно као независне, суштински непротестантске итд. Такође су у ову категорију укључене бројне, али врло сличне неденоминацијске цркве. Ипак, извори на крају комбинују њихов број са протестантским заједницама. Упркос одсуству централизоване контроле или вођства, ако се сматра јединственом телом, ово ће лако бити друга највећа хришћанска традиција после римокатоличанства. Према Центру за проучавање глобалног хришћанства, процењује се да од средине 2019. године широм света има 450 милиона независних.

##### Пентикостализам– 280.000.000[24]
- Скупштине Божје – 67.000.000[218]
- Апостолска црква – 15.000.000
- Међународни круг вере – 11.000.000[219]
- Фангченг удружење – 10.000.000[220]
- Кинеско јеванђеоско удружење - 10.000.000
- Црква Бога (Кливленд, Тенеси) - 6.000.000
- Међународна црква четвоространог Јеванђеља - 9.000.000
- Црква Бога у Христу - 6.500.000[221]
- Исус је Господ Цркве широм света – 5.000.000
- Међународна црква пентикосталне светости – 4.000.000
- Пентикостална мисија – 2.500.000
- Хришћанска конгрегација Бразила – 2.500.000
- Истинити Исус Христос – 2.500.000
- Црква Педесетнице – 2.100.000
- Свеопшта црква Краљевства Божјег – 2.000.000
- Апостолска мисија вере Јужне Африке – 1.200.000
- Црква Божја од пророчанства – 1.500.000
- Удружење пентикосталних цркава Руанде – 1.000.000
- Бог је љубав пентикостална црква – 800.000
- Удружење виноградарских цркава – 300.000[222]

##### Неденоминационално хришћанство– 80–100.000.000
- Капела Голготе – 25.000.000
- Хришћанска и мисионарска алијанса – 6.000.000[223]
- Покрет поноворођених – 3.000.000[224]
- Црква Бога (Андерсон, Индијана) – 1.200.000

##### Афричке цркве– 60.000.000[225]
- Сионска хришћанска црква – 15.000.000
- Вечни свештени ред херувима и серафима – 10.000.000
- Кимбангуистичка црква – 5.500.000
- Искупљена хришћанска црква Божија – 5.000.000[226]
- Црква Господња (Аладура) – 3.600.000[227]
- Савет афричких цркава – 3.000.000[228]
- Црква Христова Светлост Светог Духа – 1.400.000[229]
- Афричка црква Светог Духа – 700.000[230]
- Афричка израелска црква Нинива – 500.000[231]

### Православље– 220.000.000
Најбоља процена броја православних хришћана је 220 милиона или 80% свих источних хришћана широм света. Главни део чине различите аутокефалне цркве које, заједно са аутономним и другим црквама канонски повезаним са њима, већим делом чине јединствену заједницу, творећи Православну цркву другом по величини појединачном деноминацијом иза Католичке цркве. Поред тога, постоји неколико православних одвојених и универзално непризнатих група.
Аутокефалне цркве – 166.000.000
- Руска православна црква – 100.000.000[234][235][239][240][241]
- Румунска православна црква – 17–18.800.000[242][243][244]
- Црква Грчке – 10.000.000[242]
- Српска православна црква – 8-12.000.000[242][245]
- Бугарска православна црква – 8-10.000.000
- Цариградска патријаршија – 5.250.000[242]
- Антиохијска патријаршија – 4.300.000[242]
- Грузијска православна црква – 3.500.000
- Црква Кипра – 700.000
- Пољска православна црква – 600.000[242]
- Александријска патријаршија – 500.000[246]
- Албанска православна црква – 400.000[242]
- Јерусалимска патријаршија – 400.000[242]
- Православна црква чешких земаља и Словачке – 75.000[242]

Аутономне цркве – 13.000.000
- Украјинска православна црква (руска патријаршија) – 7.200.000[247]
- Митрополитанска црква Кишињева и све Молдавије (руска патријаршија) – 3.200.000
- Руска загранична црква (руска патријаршија) – 400.000[248][249]
- Бесарабијска митрополија (румунска патријаршија) – 720.000[250]
- Естонска православна црква (руска патријаршија) – 300.000
- Финска православна црква (цариградска патријаршија) – 60.000[242]
- Кинеска православна црква (руска патријаршија) – 30.000
- Јапанска православна црква (руска патријаршија) – 30.000[242]
- Летонска православна црква (руска патријаршија) – 20.000
- Естонска апостолска православна црква (цариградска патријаршија) – 20.000
- Охридска архиепископија (српска патријаршија) – 3.400[тражи се извор]

Цркве у заједници са осталим православним црквама али са оспореном аутокефалијом – 1.080.000
- Православна црква у Америци – 1.000.000[242]
- Епархија Рашко призренска у Егзилу - 80.000

Универзално непризнате цркве – 18–24.270.000
- Православна црква Украјине – 12–18.000.000
- Белоруска аутокефална православна црква – 2.400.000
- Македонска православна црква – 2.000.000
- Грчка православна црква (Свети синод у отпору) – 750.000
- Старокалендарска румунска православна црква – 500.000
- Бугарска старокалендарска православна црква – 450.000
- Италијанска православна црква – 120.000
- Црногорска православна црква – 50.000

Остале одвојене православне групе – 6.000.000
- Староверци – 5.500.000
- Грчка истински православна црква – 860.000
- Катакомбна црква – 850.000
- Евангеличка православна црква – 70.000

### Оријенталне цркве– 62.000.000
Оријенталне православне цркве потичу од оних које су одбациле Халкидонски сабор 451. Упркос сличном имену, оне су стога различита грана хришћанства од Православне цркве (види горе). Процењује се да широм света има 62 милиона оријенталних православних хришћана.
Аутокефалне цркве – 61.700.000
- Етиопска православна Тевахедо црква – 37.000.000[254][255][256][257][258]
- Коптска православна црква Александрије – 10.000.000[259][260][261][262][263]
- Јерменска апостолска црква – 9.000.000[264][265]
  - Мати столица светог Ечмиадзина – 6.000.000
  - Света столица Киликије – 1.500.000
  - Јерменска цариградска патријаршија – 500.000–700.000[266]
  - Јерменска јерусалимска патријаршија – 340.000
- Сиријска православна црква – 1.700.000[267][268]
  - Јаковитска сиријска хришћанска црква (Маланкара, Индија)  – 1.200.000[269]
- Еритрејска православна тевахедо црква - 2.000.000[270]
- Маланкарска православна сиријска црква - 2.000.000[271]

Аутономне цркве – 10.000
- Француска коптска православна црква – 10.000

Цркве које нису у заједници – 70.000
- Малабарска независна сиријска црква – 60.000
- Британска православна црква – 10.000

### Нетринитарни рестаурационизам – 35.000.000
Ове групе се прилично разликују од традиционалних тринитарних рестаурационистичких група као што су Христови ученици, упркос некој заједничкој историји.
Мормонизам – 16.700.000
- Црква Исуса Христа светаца последњих дана – 16.500.000[272]
- Заједница Христова – 250.000[273]

Јеховини сведоци – 8.500.000
Једносни пентикостализам – 6.000.000
- Уједињена међународна пентикостална црква – 4.000.000
- Светске пентикосталне скупштине – 1.500.000

Мање деноминације – 4.400.000
- Иглесиа ни Кристо – 2.300.000[275]
- Црква уједињења (Унификациона црква, мунијевци) – 1–2.000.000[276]
- Ла Луз дел Мундо – око 1.000.000
- Унитаристички универзализам – 600.000[277]
  - Унитаристичко унивезалистичко удружење – 200.000[278](Унитаристички универзализам се развио из хришћанске традиције, али се више не идентификује као хришћанска деноминација.)
- Црква Христова, Сајентисти – 400.000
- Пријатељи Човека – 70.000
- Христаделфијани – 60.000
- Фамилија љубави – 10.000

### Источно протестантско хришћанство– 22.000.000
Источно протестантско хришћанство (или источно реформисано хришћанство) хибридна грана хришћанства која обухвата читав низ хетерогених протестантских хришћанских вероисповести које су се развиле изван Запада, од друге половине деветнаестог века, а ипак у различитом степену чувају елементе источног хришћанства. Већина ових конфесија настала је када су постојеће протестантске цркве усвојиле реформаторске варијанте православне хришћанске литургије и богослужења; док су други резултат реформи православних хришћанских веровања и пракси, инспирисаних учењима западних протестантских мисионара. Неке протестантске источне цркве су у заједници са сличним западним протестантским црквама. Међутим, протестантско источно хришћанство само по себи не представља једно заједништво. То је због различитих правила, пракси, литургија и оријентација деноминација које спадају у ову категорију.
- Етиопско-еритрејска евангеличка црква (Пентај)  – 16.500.000
- Верници Источне цркве – 3.500.000[тражи се извор]
- Маланкарска сиријска црква Мар Томе (део англиканске заједнице) – 1.600.000[283][284]
- Јерменска евангеличка црква – 250.000

### Црква Истока– 600.000
До подела је стално долазило унутар саме цркве, али су до 1830. године остале две патријаршије и различите цркве: Асирска црква Истока и Халдејска католичка црква (источна католичка црква у заједници са Светом столицом). Древна црква Истока се одвојила од Асирске цркве Истока 1968. године. Према подацима из 2017. године Халдејска католичка црква имала је приближно 628.405 чланова, Асирска црква Истока 323.300, док је Древна црква Истока имала 100.000.
- Асирска црква Истока – 500.000
- Древна црква Истока – 100.000